# (1804) Chebotarev
(1804) Chebotarev est un astéroïde de la ceinture principale découvert le 6 avril 1967 à Nauchnyj par l'astronome russe Tamara Mikhaylovna Smirnova.

## Historique
Sa désignation provisoire était 1967 GG.

## Caractéristiques
Sa distance minimale d'intersection de l'orbite terrestre est de 1,341 880 ua.